# Prebitz
Prebitz (oberfränkisch: Prewatz) ist eine Gemeinde im Landkreis Bayreuth (Regierungsbezirk Oberfranken). Der gleichnamige Hauptort ist Sitz der Gemeindeverwaltung. Die Gemeinde ist Mitglied der Verwaltungsgemeinschaft Creußen.

## Geografie

### Gemeindegliederung
Es gibt 14 Gemeindeteile:
- Altencreußen (Dorf)
- Bieberswöhr (Dorf)
- Engelmannsreuth (Dorf)
- Funkendorf (Dorf)
- Großkorbis (Weiler)
- Kleinkorbis (Einöde)
- Losau (Dorf)
- Prebitz (Dorf)
- Prebitzmühle (Einöde)
- Preußling (Weiler)
- Rohrmühle (Einöde)
- Ruspen (Einöde)
- Sand (Weiler)
- Voita (Dorf)

Die Einöde Almosbachmühle zählt zum Gemeindeteil Losau.
Die Gemarkung Prebitz umfasst das Gemeindegebiet Prebitz (Gemarkungsteil 0) und einen Teil des Gemeindegebiets von Speichersdorf (Gemarkungsteil 1).  Die Gemarkung hat eine Fläche von 23,279 km². Sie ist in 3025 Flurstücke aufgeteilt, die eine durchschnittliche Flurstücksfläche von 7695,59 m² haben. In ihr liegen neben dem namensgebenden Ort sämtliche Gemeindeteile von Prebitz und Frankenberg.

### Nachbargemeinden
Nachbargemeinden sind (von Norden beginnend im Uhrzeigersinn): Creußen, Speichersdorf, Speinsharter Forst, Vorbach, Schlammersdorf, Kirchenthumbach und Schnabelwaid.

## Geschichte
Der Ort wurde 1280 als „Predwitz“ erstmals urkundlich erwähnt. Dem Ortsnamen liegt der slawische Personenname Prěda zugrunde.
In der Fraisch unterstand Prebitz dem brandenburg-bayreuthischen Kasten- und Stadtvogteiamt Creußen. Von 1791/92 bis 1810 war das preußische Justiz- und Kammeramt Pegnitz zuständig. Dieses fiel im Frieden von Tilsit 1807 an Frankreich und wurde 1810 mit dem Fürstentum an das Königreich Bayern verkauft.
Mit dem Gemeindeedikt (frühes 19. Jahrhundert) wurde Prebitz dem Steuerdistrikt Losau zugewiesen. Zugleich entstand die Ruralgemeinde Prebitz. Zu dieser gehörten Altencreußen, Bieberswöhr, Engelmannsreuth, Frankenberg, Funkendorf, Großkorbis, Kleinkorbis, Losau, Prebitzmühle, Preußling, Rohrmühle, Ruspen, Sand und Voita.
Ein amerikanischer Militärrabbiner förderte ab Januar 1946 maßgeblich den Zustrom ehemaliger jüdischer KZ-Häftlinge aus überfüllten Flüchtlingslagern. Auf dem Gebiet der heutigen Gemeinde entstanden mehrere „Jewish Farms“, landwirtschaftliche Kollektive und handwerkliche Lehrwerkstätten, in denen junge Juden auf ein künftiges Leben in Kibbuzim in Palästina vorbereitet werden sollten. In Prebitz und Altencreußen wurden jeweils zwei Kibbuzim eingerichtet, je ein Kibbuz entstand in Losau und Voita.
Am 1. Mai 1978 wurden Gebietsteile mit dem Ort Frankenberg an die Gemeinde Speichersdorf abgetreten.

### Einwohnerentwicklung
- 1961: 0923 Einwohner
- 1970: 0986 Einwohner
- 1987: 0979 Einwohner
- 1991: 1045 Einwohner
- 1995: 1090 Einwohner
- 2000: 1125 Einwohner
- 2005: 1142 Einwohner
- 2010: 1062 Einwohner
- 2015: 1020 Einwohner
- 2016: 1012 Einwohner
- 2018: 1004 Einwohner
- 2023:   963 Einwohner

## Politik

### Bürgermeister
Ehrenamtlicher Erster Bürgermeister der Gemeinde Prebitz ist seit dem 24. November 2024 Jörg Teufel (CSU). Er wurde zum Nachfolger von Hans Freiberger (Freie Wählergemeinschaft Engelmannsreuth und Umgebung) gewählt, der das Amt seit dem 1. Mai 2008 innehatte und zum 30. September 2024 aufgrund von Dienstunfähigkeit ausschied. Freiberger war Nachfolger von Hans Engelbrecht (Freie Wählergemeinschaft), der vom 11. August 1963 bis 30. April 2008 als Erster Bürgermeister amtierte und zuletzt der dienstälteste Bürgermeister Bayerns war.

### Gemeinderat
Der Gemeinderat besteht aus dem Ersten Bürgermeister und zwölf Mitgliedern.
Die Gemeinderatswahlen 2002, 2008, 2014 und 2020 führten zu den folgenden Sitzverteilungen der Mitglieder des Gemeinderats:
|                                                       | 2002 | 2008 | 2014 | 2020 |
| ----------------------------------------------------- | ---- | ---- | ---- | ---- |
| Freie Wählergemeinschaft Engelmannsreuth und Umgebung | 06   | 07   | 07   | 4    |
| Freie Wählergemeinschaft Prebitz                      | 06   | 05   | 05   | 4    |
| CSU                                                   |      |      |      | 4    |
| Gesamt                                                | 12   | 12   | 12   | 12   |

Seit den Kommunalwahlen 2020 ist erstmals die CSU im Gemeinderat Prebitz vertreten.

### Klimabeauftragter
Am 16. Februar 2021 wurde 2. Bürgermeister Jörg Teufel (CSU) zum ersten Klimabeauftragten der Gemeinde Prebitz ernannt.

### Wappen
Die Gemeinde ist eine von vier Gemeinden in Bayern, die kein eigenes Wappen führen. Die weiteren Kommunen sind Elchingen, Schwebheim und Stadlern.

## Bauwerke und -denkmäler
Am südlichen Ortsrand vom Gemeindeteil Altencreußen befindet sich eine abgegangene Turmhügelburg (Motte). Der Turmhügel Altencreußen wurde erstmals 1337 als Festes Haus erwähnt.
Der Burgstall Schlossberg ist eine abgegangene Höhenburg an der Grenze zwischen Prebitz und Neuhof. Da urkundliche Nachrichten fehlen, wird eine vorgeschichtliche Anlage vermutet.

## Wirtschaft und Infrastruktur

### Wirtschaft einschließlich Land- und Forstwirtschaft
2023  gab es 74 sozialversicherungspflichtig Beschäftigten am Arbeitsort, 427 sozialversicherungspflichtig Beschäftigte am Wohnort und 15 Arbeitslose. Im verarbeitenden Gewerbe gab es keinen, im Bauhauptgewerbe drei Betriebe. 2020 bestanden 26 landwirtschaftliche Betriebe mit einer landwirtschaftlich genutzten Fläche von 1507 Hektar.

### Verkehr
Die Kreisstraße BT 19 führt nach Bieberswöhr (1,3 km südlich) bzw. zur Staatsstraße 2184 (1,9 km nordwestlich).

### Bildung
2024 gab es folgende Einrichtungen:
- Einen Kindergarten mit 40 Plätzen und 38 Kindern

## Sonstiges
Am 11. August 2015 stürzte ein amerikanisches Militärflugzeug über dem Gemeindegebiet ab.